# Семінар
Семінар — форма групових занять з предмета або теми студентів вищих навчальних закладів, учнів школи тощо, що відбувається під керівництвом викладача або також науковий семінар — форма колективного обговорення наукових проблем.

## Семінар як форма групових занять

### Історія
Семінарська форма навчання виникла в давньогрецьких і римських школах, де повідомлення учнів поєднувалися з диспутами, коментарями та висновками вчителів.

### Типи навчального семінару
Вирізняють три типу семінарів, які є популярними в університетах:
- просемінар;
- семінар;
- спецсемінар дослідницького типу.

Семінари (метод викладання) — англ. Seminars (teaching method) — зібрання групи студентів, які зайняті науковими дослідженнями або вивченням наукових проблем, під керівництвом одного або декількох викладачів для обговорення питань, що представляють взаємну цікавість.
Семінарське заняття — форма навчального заняття, при якій викладач організує дискусію навколо попередньо визначених тем, до котрих студенти готують тези виступів на підставі індивідуально виконаних завдань (рефератів). Семінарські заняття проводяться в аудиторіях, навчальних кабінетах або на онлайн-зустрічах з однією академічною групою.
Перелік тем семінарських занять визначається робочою навчальною програмою дисципліни.
На кожному семінарському занятті викладач оцінює підготовлені студентами реферати, їх виступи, активність у дискусії, уміння формулювати і відстоювати свою позицію тощо.
Підсумкові оцінки за кожне семінарське заняття вносяться у відповідний журнал. Отримані студентом оцінки за окремі семінарські заняття враховуються при виставленні підсумкової оцінки з даної навчальної дисципліни.
Вчительський семінар — чотирирічний освітній заклад, який готував вчителів початкових шкіл Українського педагогічного товариства «Рідна школа».

## Науковий семінар
Науковий семінар є специфічною формою колективного обговорення наукових проблем, яка забезпечує умови для розвитку мислення через дискусію. Керує науковим семінаром провідний вчений, який активно і плідно працює в галузі науки.
Традиційно на розгляд учасників наукового семінару виносять одну або декілька доповідей, для чого заздалегідь призначають доповідачів. У процесі обговорення доповіді доцільно призначати двох опонентів з учасників семінару. Опоненти попередньо ознайомлюються з доповіддю, вивчають літературу за темою доповіді і дають розгорнуту аргументовану оцінку при обговоренні.